# Château du Fort (Tarn)
 (juin 2023).
- Si vous ne connaissez pas le sujet, laissez ce bandeau (vous pouvez alors contacter les auteurs).
- Si vous supprimez le contenu mis en cause (vous pouvez préalablement contacter les auteurs),

argumentez précisément cette suppression dans la page de discussion
(un manque de référence n'est pas un argument ; une recherche réelle de référence doit avoir été effectuée, être formellement documentée).
Pour les articles homonymes, voir Château du Fort.
Le château du Fort, aussi appelé château de Lafenasse ou château de Corneillan, est un ancien château-fort remanié situé à Montredon-Labessonnié, dans le Tarn (France).
Il tient sa première nomination de sa fonction défensive originelle ; sa deuxième de sa proximité avec le village de Lafenasse ; et sa troisième d'un de ses propriétaires au tournant des XIXe et XXe siècles.

## Historique

### Origine
Le château du Fort est construit au cours du XIe siècle, avec pour fonction de défendre les rives du Dadou et le passage stratégique qu'il représente entre les vicomtés de Lautrec et de Paulin. Il appartient alors vraisemblablement aux puissants vicomtes de Lautrec[source insuffisante]. C'est à proximité et sous sa protection que se développe le village de Lafenasse, auquel on accède alors par un pont de bois[source insuffisante].

### Guerre de Cent Ans et de Religion
Lors de la guerre de Cent Ans, au XIVe siècle, le capitaine routier Joachim de Roant et son lieutenant Louis Sorbier s'en emparent et y demeurent un certain temps. L'édifice fortifié est de nouveau victime des troubles qui agitent la région aux XVIe et XVIIe siècles, lors des guerres de Religion et des rébellions huguenotes qui suivent[réf. souhaitée].
En 1628, il est en grande partie démantelé, par ordre conjoint du baron de Lescure, un important chef catholique, et de l'évêque d'Albi, Alphonse II d'Elbène. Il est exigé que soit enlevées "20 cannes de murailles" et que soit comblée "26 cannes de fossés"[source insuffisante]. La raison de ces contraintes est que le château avait été régulièrement occupé par des troupes protestantes lors des conflits précédents[source insuffisante].

### Reconstruction
Il existe alors plusieurs versions sur le nouveau propriétaire du château :
- La première veut que la bâtisse soit reconstruite par la famille Vareilhes du Réclot, attestée en 1678 au château. L'un des ancêtres de la famille, Isaac Vareilhes du Réclot, était l'ennemi juré de Jacques de Lautrec, qui finit par être tué lors d'une escarmouche entre les deux en 1616[2][source insuffisante].
- La seconde annonce que le château échoie à la famille de Lafon, qui le reconstruit. Bientôt la seigneurie de Lafenasse est partagée entre deux co-seigneurs, puisqu'à la fin du XVIIe siècle, on trouve à la fois Jean-Antoine de Lafon et M. de Villeneuve comme seigneurs[réf. souhaitée].

Dans la seconde moitié du XIXe siècle, le château du Fort appartient au docteur Lespinasse, qui le fait rebâtir entièrement, dans un style gothique troubadour. L'héritière du docteur le transmet lors de son mariage à Charles de Corneillan. En 1948, il passe à la famille de Laissardière[réf. souhaitée].

## Architecture

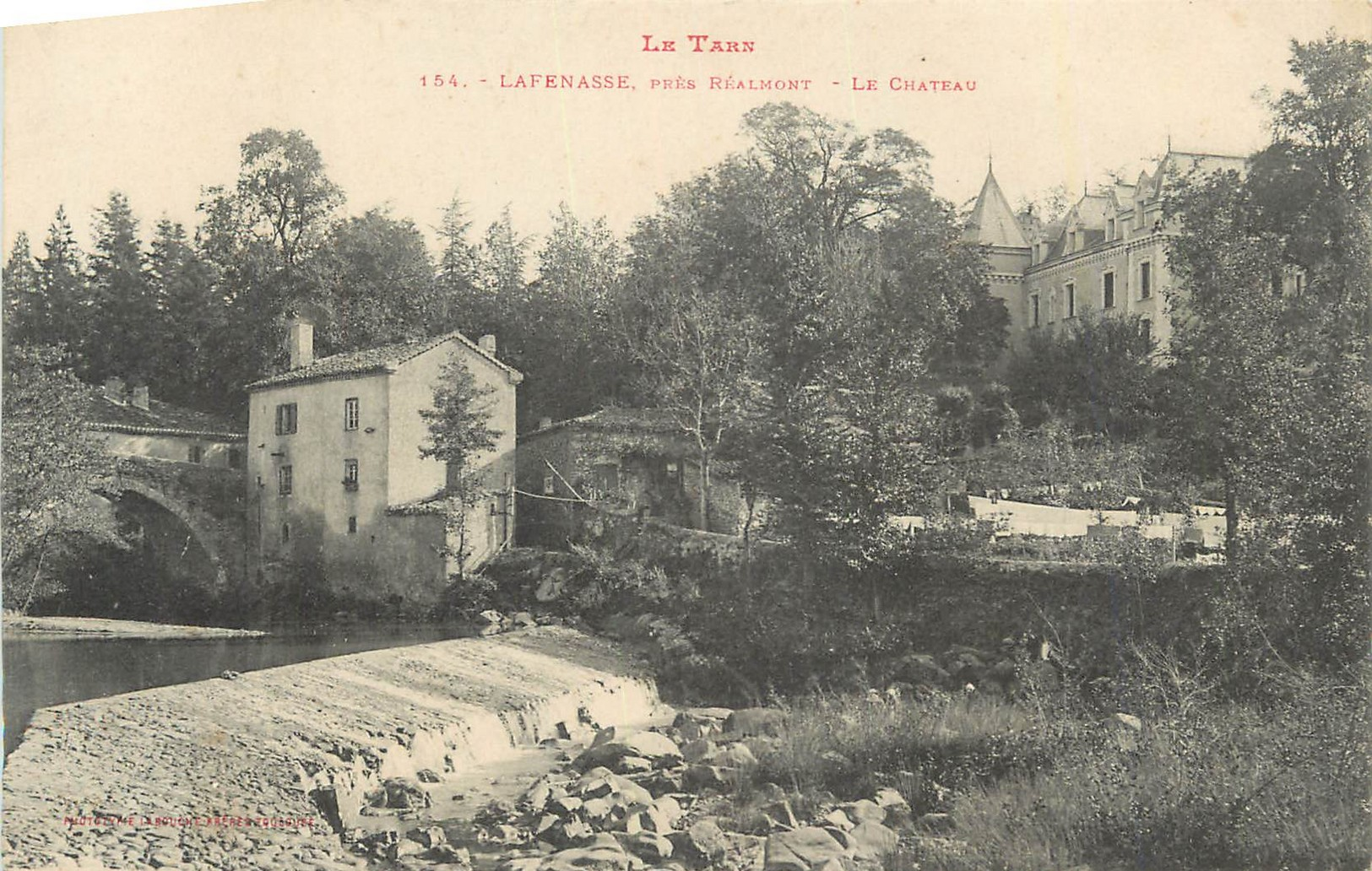
Carte postale du château, par-delà le Dadou

Le château du Fort se trouve sur la commune de Montredon-Labessonnié, bien qu'historiquement, il soit lié à l'histoire de Lafenasse. Il est d'ailleurs séparé de ce village par une rivière, le Dadou, que franchit à ce niveau le Pont Vieux bâti en 1607[source insuffisante].
L'édifice se présente sous la forme d'un unique corps de logis de plan carré. Sa façade principale, à l'est, est flanquée de deux tours carrées symétriques, qui ne dépassent pas le toit du bâtiment. Il possède de belles lucarnes à frontons triangulaire, ainsi que de faux mâchicoulis tout le long de ses façades.